# Olophontosia leucosticta
Olophontosia leucosticta är en fjärilsart som beskrevs av James John Joicey och Talbot 1917. Olophontosia leucosticta ingår i släktet Olophontosia och familjen tandspinnare. Inga underarter finns listade i Catalogue of Life.